# Alessio Piemontese
Alessio Piemontese, también conocido con el nombre latinizado de Alexis Pedemontanus, fue el seudónimo del polígrafo italiano Girolamo Ruscelli. Médico y alquimista, fue autor del libro De secreti del reuerendo donno Alessio Piemontese. La obra fue publicada en más de un centenar de ediciones, hasta 1790. Fue traducida al latín, alemán, inglés, español, francés y polaco y desató un torrente de "libros de secretos" que siguieron publicándose a lo largo del siglo XVIII.
Piemontese fue el prototipo del 'profesor de los secretos'. La descripción de su búsqueda de secretos en el prefacio de De secreti ayudó a crear una leyenda mitad divagación, mitad búsqueda empírica de los misterios de la naturaleza, a veces cercanos a los avances científicos y pseudotecnológicos. El libro contribuyó a la aparición del concepto de la ciencia como búsqueda de los secretos de la naturaleza, que impregnó la ciencia experimental durante el período de la Revolución científica.
Generalmente se asume que el de Alessio Piemontese es un seudónimo de Girolamo Ruscelli (Viterbo 1500 — Venecia, 1566), humanista y cartógrafo. En un trabajo posterior, Ruscelli informó que el libro De secreti contenía los resultados experimentales de una "Academia de los Secretos" que él y un grupo de humanistas y nobles fundaron en Nápoles en la década de 1540. Ruscelli de la academia es el primer ejemplo de un experimento científico de la sociedad. La academia fue más tarde imitada por Giambattista della Porta, quien fundó un 'Accademia dei Secreti' en Nápoles en la década de 1560.

## Obras
- De secreti del reuerendo donno Alessio Piemontese, Venecia, 1555 (italiano)

--- 1562 edición
--- Les secrets de reverendo Alexis Piémontois, Amberes, 1557 (francés)
--- The Secretes of the Reverende Maister Alexis of Piermont, 1558 (English, translated from the French version)
--- Kunstbuch Des Wolerfarnen Herren Alexii Pedemontani/ von mancherleyen nutzlichen unnd bewerten Secreten oder Künsten, 1616 (German)